# Landes, tourbières et habitats rocheux du Massif du Taillefer
Landes, tourbières et habitats rocheux du Massif du Taillefer este o arie protejată (sit de importanță comunitară — SCI) din Franța întinsă pe o suprafață de 3.697 ha, integral pe uscat.

## Localizare
Centrul sitului Landes, tourbières et habitats rocheux du Massif du Taillefer este situat la coordonatele 45°03′06″N 5°55′03″E / 45.0517°N 5.91756°E.

## Înființare
Situl Landes, tourbières et habitats rocheux du Massif du Taillefer a fost declarat arie specială de conservare în baza directivei 92/43 din 1992 referitoare la conservarea habitatelor naturale și a faunei și florei sălbatice pentru a proteja 2 specii de animale.

## Biodiversitate
Situată în ecoregiunea alpină, aria protejată conține 11 habitate naturale: Ape stătătoare oligotrofe până la mezotrofe, cu vegetație de Littorelletea uniflorae și/sau de Isoëto-Nanojuncetea, Pajiști alpine și subalpine calcaroase, Liziere de ierburi înalte hidrofile de câmpie și de nivel montan până la alpin, Turbării active, Grohotișuri silicioase de la nivelul montan până la nivelul zăpezii (Androsacetalia alpinae și Galeopsietalia ladani), Păduri acidofile de Picea de la nivel montan la nivel alpin (Vaccinio-Piceetea), Pajiști alpine și boreale, Formațiuni ierboase bogate în specii de Nardus, dezvoltate pe substraturi silicioase în zone montane (și în zone submontane, în Europa continentală), Pante stâncoase silicioase cu vegetație casmofită, Mlaștini turboase de tranziție și turbării mișcătoare, Mlaștini alcaline.
La baza desemnării sitului se află mai multe specii protejate de  mamifere (2): lupul (Canis lupus), râs eurasiatic (Lynx lynx).
Pe lângă speciile protejate, pe teritoriul sitului au mai fost identificate 7 specii de plante, 2 specii de amfibieni, 1 specie de mamifere, 3 specii de nevertebrate, 1 specie de reptile.